# 田野畑村産業開発公社
一般社団法人田野畑村産業開発公社（いっぱんしゃだんほうじんたのはたむらさんぎょうかいはつこうしゃ）は、岩手県下閉伊郡田野畑村の法人。

## 概要
- 〒028-8401　岩手県下閉伊郡田野畑村尾肝要39-1
- 設立　1975年（昭和50年）
- 代表者　理事長　阿部 芳肇
- 基金　6000万円（2017年（平成29年）4月現在）
- 構成員　田野畑村、岩手宮古農業協同組合、田野畑村漁業協同組合、田野畑村森林組合

## 沿革
- 1975年（昭和50年）8月 : 認可、9月2日　登記
- 1979年（昭和54年） : 牛乳製造販売
- 1987年（昭和62年） : ミルクプラント新築
- 2002年（平成14年） : 乳製品加工施設新築

## 商品
- 牛乳　- たのはた牛乳
- 乳製品 - たのはたヨーグルト、たのはたアイスクリーム、たのはたジェラート
- 海産物 - たのはたわかめ、きざみめかぶ
- 特産品 - 田野畑山ぶどうジュース、山ぶどうワイン

## 関連事項
- 全国乳業協同組合連合会